# Ковалевский, Михаил Евграфович
Михаил Евграфович Ковалевский (7 октября 1829 Санкт-Петербург — 31 января 1884, Санкт-Петербург) — русский юрист, сенатор, действительный тайный советник из рода Ковалевских. Участник разработки и воплощения в жизнь судебной реформы 1860-х годов.

## Биография
Старший сын министра народного просвещения Евграфа Петровича Ковалевского.
По окончании курса в училище правоведения занимал должности по судебному ведомству. C 1862 г. — член-редактор комиссии, образованной для выработки законоположений по преобразованию судебной части. Был первым по времени обер-прокурором уголовного кассационного департамента.
С 1870 г. — сенатор, с 1878 г. — первоприсутствующий уголовного кассационного департамента.
В 1879 г. член Верховного уголовного суда по делу Соловьёва А. К., покушавшегося на императора Александра II.
В 1880 г. проводил ревизию Уфимской и Оренбургской губерний и дел оренбургского генерал-губернаторства, а затем и Казанской губернии.
С 1881 г. — член Государственного совета по департаменту законов. Ему обязана своим устройством санкт-петербургская земледельческая колония для малолетних преступников.
В заслугу Ковалевскому ставилось «беспристрастие и глубокое понимание судебных уставов, выказанное им как обер-прокурором и сенатором уголовного кассационного департамента Сената».
Скончался в 1884 году «после кратковременных ужасных страданий, вызванных какой-то таинственной причиной». Похоронен в Троице-Сергиевой пустыни близ Петербурга.

## Награды
- орден Белого Орла
- орден св. Анны 1-й степени
- орден св. Владимира 2-й степени.